# مهندسی

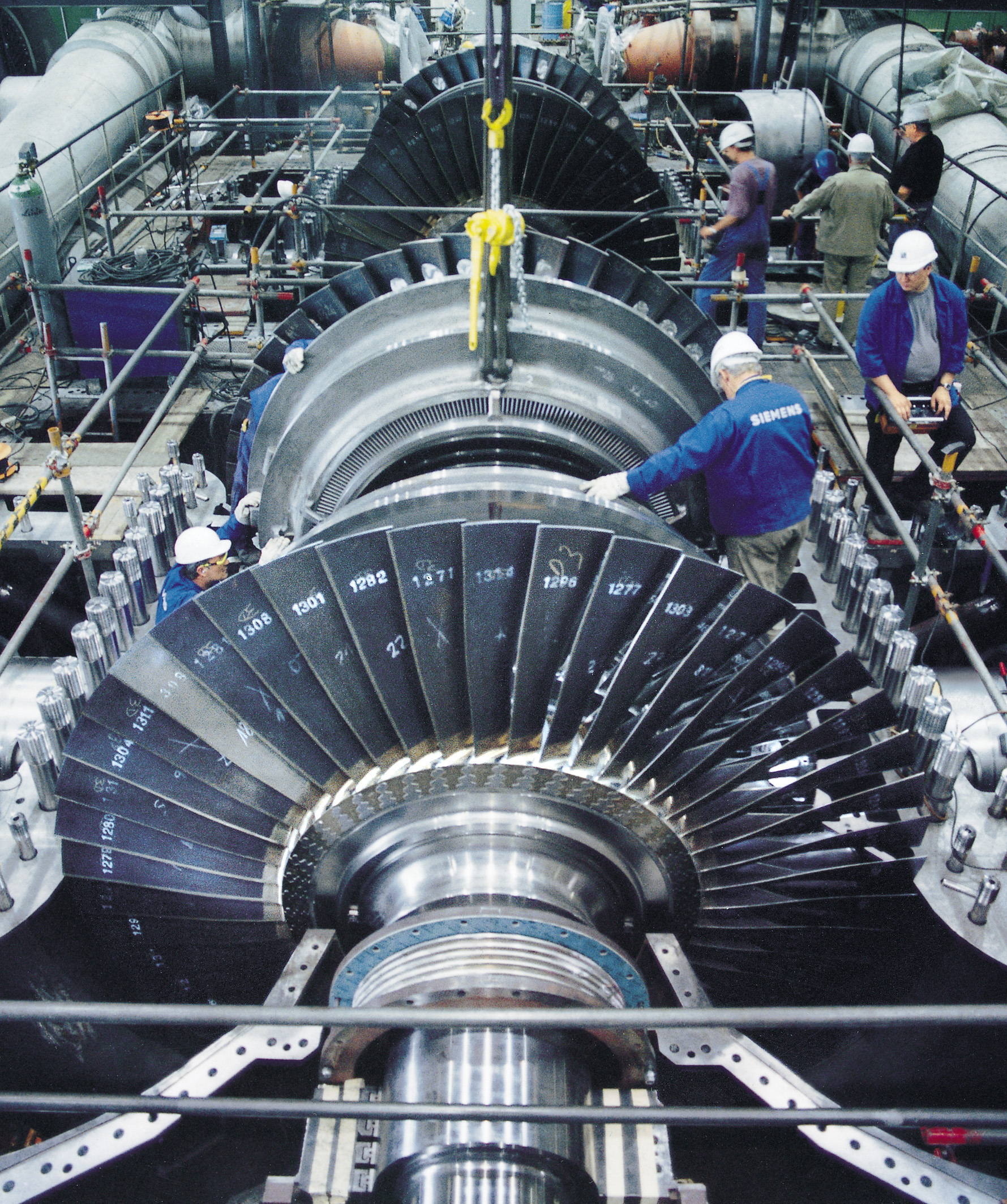
ساخت توربین نیازمند همکاری مهندسانی از رشته‌های گوناگون می‌باشد.

مُهَندِسی استفاده از روش‌های علمی برای طراحی یا ساخت است. مهندسی به‌کارگیری علوم با استفاده از قوانین طبیعت و فیزیکی به منظور ساخت و طراحی مواد، ساختارها، ماشینها، ابزار و سامانه‌ها یا پردازشها است. شخصی که در رشته مهندسی تحصیل کرده است را مهندس می‌نامند.

## تعریف
انجمن مهندسین آمریکایی برای پیشرفت حرفه‌ای، مهندسی را به صورت زیر تعریف کرد:
کاربرد خلاقانه اصول علمی برای طراحی یا توسعه ساختارها، ماشین‌ها، ابزار یا فرایندهای ساخت یا برای کار جداگانه و همراه با آن‌ها یا ساخت و به‌کارگیری موارد مشابه با آگاهی کامل از طراحی آن‌ها یا پیش‌بینی عملکرد آن‌ها تحت شرایط عملیاتی خاص و به عنوان یک نقش اقتصاد عملیاتی یا امنیت زندگی یا دارایی به آن‌ها احترام گذاشته می‌شود. کسی که کارهای مهندسی انجام می‌دهد را مهندس گویند و کسی که پروانهٔ انجام کارهایی برای اهداف رسمی مثل مهندسی حرفه‌ای، نمایندهٔ مهندسی طراحی، مهندسی دارای پروانه، مهندسی شرکت ثبت شده یا مهندسی اروپایی را دارد.

## تاریخچه
مهندسی از قرون وسطی و در زمانی که انسان‌ها اختراع‌های مثل چرخ و قرقره را داشتند وجود دارد. هرکدام از این اختراع‌ها با تعریف مدرن از مهندسی مطابقت دارد و اصول مکانیکی اصلی برای ساخت اهداف و ابزار مفید را کشف کرد.
خود اصطلاح مهندسی نیز ریشه‌شناسی دارد که از واژهٔ مهندسی آمده و به سال ۱۳۰۰ و از زمانی بر می‌گردد که واژه مهندسی (کسی که بر روی موتور کار می‌کند) را به سازنده موتورهای مهندسی می‌گویند. اکنون در این زمینه موتور، به ماشین نظامی مثل موتورهای مکانیکی در جنگ گفته می‌شود. نمونه‌های این استفاده مطلق در این زمان، محصولات مهندسی شده نظامی مثل محصولات نظامی مهندسین هستند.
خود واژه موتور یک منشأ قدیمی تر دارد که از واژه‌ای لاتین به معنای کیفیت کامل و به‌خصوص قدرت ذهنی می‌آید. سپس با طراحی ساختارهای تمدن مثل پل‌ها و ساختمان‌ها به صورت یک اصل فنی، اصلاح مهندسی شهری دارد و اثر کار شد و روشی برای تمایز قائل شدن بین این ساختارهای اختصاصی پروژه‌های غیرنظامی و اصیل در اصل قدیمی تر مهندسی نظامی هستند.

### عصر باستانی

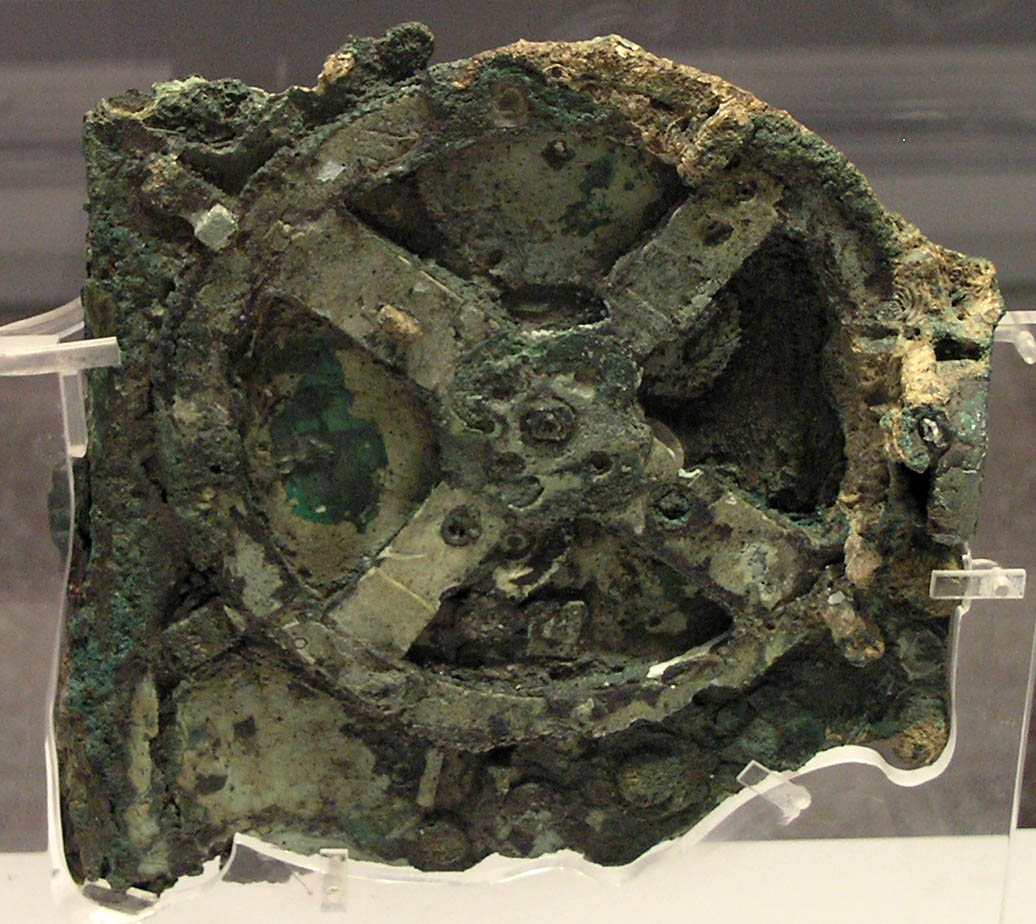
سازوکار آنتیکیترا

فانوس اسکندریه، اهرام مصر، باغ‌های معلق بابل، قلعه آکروپلیس و پارتنون اریوپان یا ابپا و کلوسوم تیوتی‌ها کان و مهرها و اقوام مایا، اینکا، امپراتوری آزتک، دیوار بزرگ چین، معبد بریهاد سوارتانجاوور در بین دیگران شهرتی برای مهارت مهندسین شهری و نظامی باستان هستند؛ اما مهندسین اولیه شهری را من هوتپ می‌نامیدند.
او به عنوان یکی از مسئولین دجوسر ساختار هرم دجوسر را در ساکارا در مصر حول سال‌های ۲۶۳۰–۲۶۶ بی‌سی طراحی و سرپرستی کرد. یونان باستان ماشین‌هایی را در حوزه شهری و نظامی ساخت. مکانیزم آنتی کتیرا اولین کامپیوتر ماشینی مشهور و اختراع مکانیکی هخامنشیان نمونه‌هایی از مهندسی اولیه شهری هستند. بعضی از اختراع‌ها هخامنشیان مثل مکانیزم آنتی کیتارا به دانش پیچیده‌ای از رندهای مختلفی نیاز داشت که دو اصل کلیدی در تئوری ماشینی است که به طراحی دنباله‌های دنده انقلاب صنعتی کمک کرد و امروزه در زمینه‌های گسترده‌ای مثل رباتیک و مهندسی اتومبیل از آن استفاده می‌شود. ارتش‌های چین، یونان و رم ماشین‌های پیچیده نظامی و اختراع‌های را در قرن ۴ بی‌سی مثل تریوم، بالستا و کاتاپوست ساختند.

### عصر رنسانس
ویلیام گیلبرت اولین مهندس الکتریسیته با ۱۶۰۰ انتشار دمگنت است. اما اصطلاح «الکتریسیته» را اختراع کرد. اولین موتور بخار در سال ۱۶۹۸ و توسط توماس ساوری مهندس مکانیک ساخته شد. ساخت این وسیله باعث انقلاب صنعتی در چند دهه و باعث آغاز تولید حجیم شد. با ظهور مهندسی به عنوان یک حرفه در دهه ۱۸ این اصطلاح در زمینه‌هایی به کار می‌رود که درون ریاضی و علم مورد استفاده قرار می‌گیرد. اما این زمینه به علاوه مهندسی نظامی و شهری، هنرهای مکانیکی ادغام شده مهندسی دارد.

### عصر مدرنیته

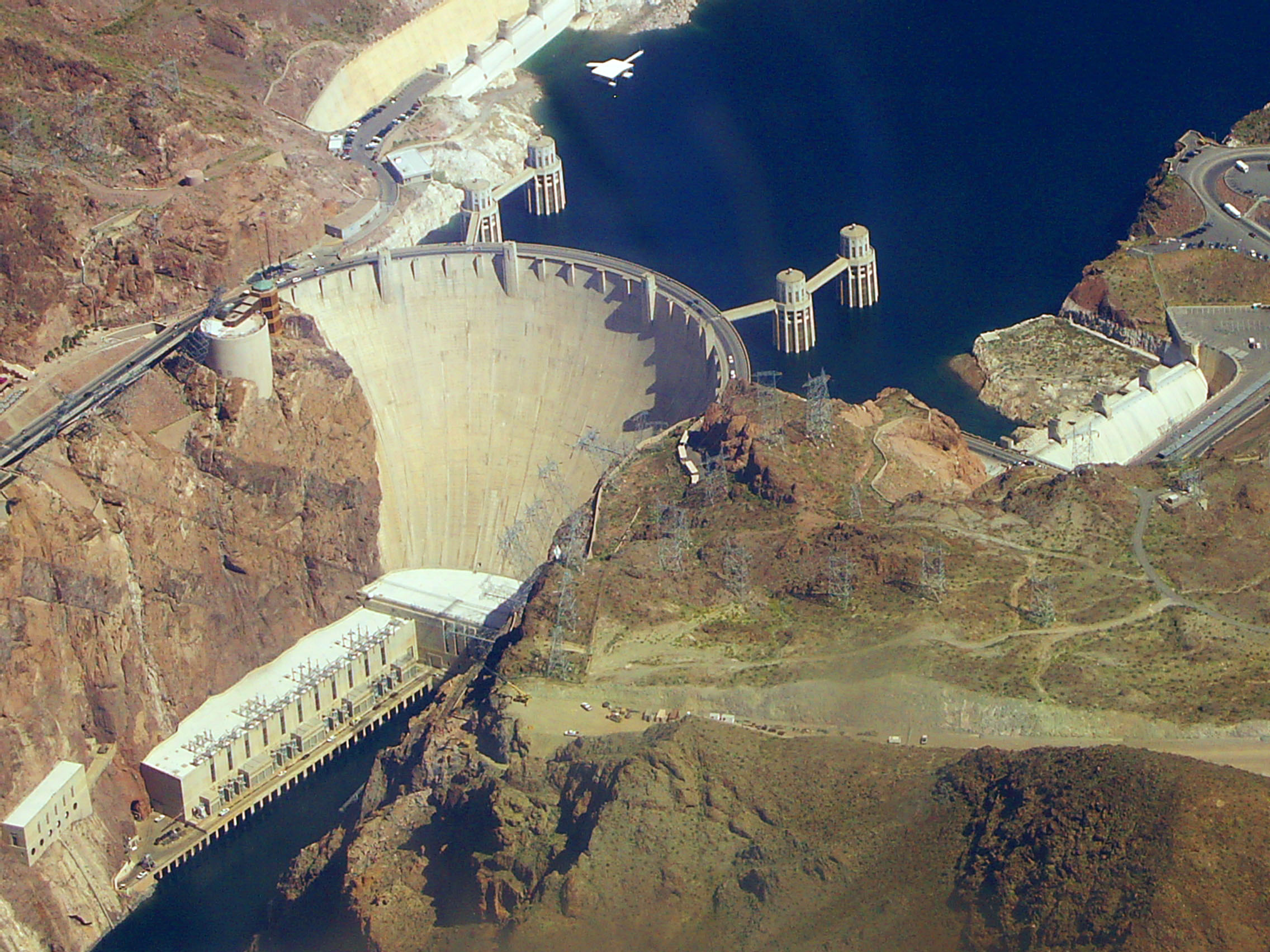
یک سد، نمونه‌ای از سازهای ساخته شده توسط مهندسین

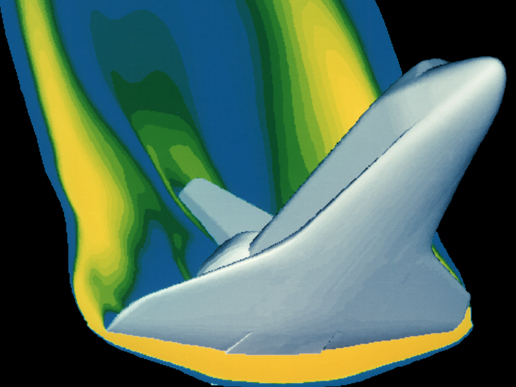
شبیه‌سازی رایانه‌ای، کاری که مهندسان بسیار با آن سر و کار دارند.

مراحل اولیه مهندسی الکتریسیته شامل آزمایش‌ها انساندررو ولتا در دهه ۱۸۰۰، آزمایش‌ها مایکل فارادی جورج اوهم و دیگران و اختراع موتور الکتریسیته در سال ۱۸۷۲ است. کار جیمز مکس ول و هنریچ هرتز در اواخر قرن ۱۹ این رشته الکترونیک را ایجاد می‌کند. اختراع بعدی لوله بخار و ترانزیستور به توسعه الکترونیک کمک کرد و مهندسین الکترونیک و الکتریسیته همکاران خود را در حال افزایش می‌بینند. اختراع توماس ساوری و یک مهندس اسکاتلندی به نام جیمز وات باعث ایجاد مهندسی مکانیک مدرن شد. ساخت ماشین‌های اختصاصی و ابزار نگهداری آن‌ها در طی انقلاب صنعتی باعث رشد سریع مهندسی مکانیکی در بریتانیا و خارج می‌شود.
جان اسمیتون مهندس شهری بود و به عنوان پدر مهندسی عمران شناخته می‌شد. او یک مهندس عمران انگلیسی مسئول طراحی پل‌ها، کانال‌ها و قنات‌ها بود و یک مهندس مکانیک و فیزیک‌دان برجسته بود. اسمیتون سومین فانوس سنگی را طراحی کرد که پیشگام استفاده از آهک هیدرولیکی بود و تکنیک شامل بخش‌های گرانیک در ساخت آن را ایجاد کرد. این فانوس دریایی تا سال ۱۸۷۷ مورد استفاده قرار گرفته و مجدداً در پلی مانت هو ساخته شد که به عنوان برج اسمیتون شناخته شد. او در تاریخ و کشف و ساخت سیمان مدرن حائز اهمیت است زیرا او نیازهای ترکیبی برای «هیدروالکتریکی» بودن سیمان را می‌شناسد و در نهایت منجر به اختراع سیمان پورتلند می‌شود. مهندسی شیمی مثل مهندسی مکانیکی در قرن ۱۹ و در طی انقلاب صنعتی شکل گرفت. سازنده مقیاس صنعتی تقاضای مواد و فرایندهای جدیدی را تا سال ۱۸۸۰ برای تولید در مقیاس زیاد مواد شیمیایی دارد که درون یک صنعت جدید ساخته و برای ساخت مقیاس زیاد مواد شیمیایی در دستگاه‌های صنعتی به کار می‌رود. نقش مهندسی شیمی طراحی دستگاه‌ها و فرایندهای شیمیایی است.
مهندسی هوافضا در مورد طراحی سفینه است در حالی که مهندسی هوا فضا یک اصطلاح پیچیده‌تر است که شامل طراحی فضا می‌شود و منشاَ آن به پیشگامان هوایی در آغاز قرن ۲۰ برمی گردد، اگرچه کار سرجوج کایلی نیز از اواخر دهه قرن ۱۸ است، دانش اولیه مهندسی با مفاهیم و مهارت‌هایی از شاخه‌های مهندسی همراه است.
اولین پی اچ پی در مهندسی در ایالات متحده برای جوسیه ویلیارد گیبر در دانشگاه یال ۱۸۶۳ و پی اچ پی دوم در علم آمریکا ست اما برادران رایت یک دهه پس از پروازهای موفق، مهندسی هوا فضا را از طریق سفینه نظامی مورد استفاده در جنگ جهانی دوم ایجاد کردند.
در سال ۱۹۹۰ و با ایجاد تکنولوژی کامپیوتری، اولین موتور تحقیقی توسط مهندس کامپیوتر به نام ادلان امتاگ ساخته شد.

## شاخه‌های مهندسی
مهندسی یک اصل گسترده است که اغلب به رشته‌های فرعی گوناگونی شکسته می‌شود. این اصول در مورد بخش‌های گوناگون کار مهندسی است. اگرچه این مهندسین در ابتدا در یک رشتهٔ خاص آموزش می‌بینند، اما مهندس از طریق حرفهٔ مهندسی در چندین بخش کار می‌کند.
چندین نمونه از شاخه‌های مهندسی در زیر آمده‌اند:
- مهندسی مکاترونیک: (به انگلیسی: Mechatronics Engineering) [مکا (مکانیک) + ترونیک (الکترونیک)] تلفیق ۳ رشتهٔ مهندسی مکانیک، مهندسی الکترونیک و مهندسی کامپیوتر است. این رشته کوشش بر آن دارد تا نگاهی یکپارچه به سامانه‌های ساخته شده از بخشهای مکانیکی، الکترونیکی، کنترلی و نرم‌افزاری داشته باشد. واژهٔ مکاترونیک توجه شما را به دانش مکانیک و الکترونیک جلب می‌کند. هدف مکاترونیک ایجاد و به‌کارگیری ارتباط درونی میان رشته‌های مهندسی مرتبط با اتوماسیون است، تا یک نمایه از کنترلِ پیشرفته را در سامانه‌های ترکیبی به کار گیرد. مهندسی مکاترونیک یک مجموعهٔ بین‌رشته‌ای تلفیقی از پوشش اهداف مشترک رشته‌های مهندسی مکانیک، مهندسی برق، مهندسی کنترل، مهندسی کامپیوتر، مهندسی مولکولی (از نانوشیمی و بیولوژی) را پدیدمی‌آورد. با کمک دانش مکاترونیک می‌توان به سامانه‌های ساده‌تر، ارزان‌تر، راحت‌تر و انعطاف‌پذیرتر دست یافت. از نگاهی دیگر، مهندسان مکاترونیک با دید یکپارچه ای که از دانشهای مهندسی (الکترونیک، مکانیک، کامپیوتر) دارند، می‌توانند بر اجرای طرح‌های مهندسی نظارت داشته و برای آن‌ها برنامه‌ریزی نمایند.
- مهندسی شیمی: کاربرد، شیمی، زیست‌شناسی و اصول مهندسی برای انجام فرایندهای شیمیایی در مقیاس تجاری مثل اصلاح پتروشیمی، زیرساخت، مخمر و تولید بیو ملکولی است.
- مهندسی عمران: طراحی و ساخت کارهای اختصاصی و عمومی مثل زیرساخت‌ها (هواپیماها، جاده‌ها، راه‌آهن، منبع آب و تصفیه) پل‌ها، سدها و ساختمان‌ها.
- مهندسی برق: طراحی و بررسی سامانه‌های الکتریسیته و الکترونیک مثل مدارهای الکتریسیته، ژنراتورها و موتورها. نظارت و بازرسی در فرآیندهای نصب، اصلاح، تست کردن و عملیات استاندارد سیستم‌ها و تجهیزات الکتریکی و الکترونیکی، تهیه اسناد مربوط به قرارداد و مناقصه و ارزیابی آن‌ها برای ساخت یا نگهداری از قطعات و سیستم‌های الکتریکی، نظارت بر تکنسین‌های برق، تکنولوژیست‌ها، برنامه‌نویسان، تحلیل‌گران و دیگر مهندسان مرتبط با رشته تحصیلی برق در یک پروژه.[۱]

وسایل الکترومغناطیس، الکترومکانیکی، وسایل الکترونیکی، مدارهای الکتریسیته، فیبرهای کنترل، وسایل چشمی الکتریسیته، سامانه‌های کامپیوتری، ارتباطات از راه دور، ابزار سازی، کنترل و الکترونیک.
- مهندسی مکانیک: طراحی سامانه‌های فیزیکی و مکانیکی مثل سامانه‌های قدرت و انرژی، محصولات فضا پیما، سامانه‌های اسلحه، محصولات حمل و نقل، کمپرسورها، قطارهای نیرو، زنجیره‌های حرکتی، تکنولوژی‌ها و تجهیزات جداسازی ارتعاشی این شاخه‌هایشان با یکدیگر متفاوتند اما مهندسی دریایی و معدن کاری شاخه‌های مهم آن هستند. رشته‌های معدن اغلب شامل شاخه‌های مهمی مثل مهندسی ساخت، مهندسی صوتی، مهندسی خوردگی، ابزارسازی وکنترل، هوا فضا، اتومبیل، کامپیوتر، الکترونیک، پتروشیمی، سامانه‌ها، صوتی، نرم‌افزار، معماری، کشاورزی، سامانه‌های زیستی، بیوپزشکی، زمین‌شناسی، پارچه، صنعت مواد هسته‌ای است. این شاخه‌ها و شاخه‌های دیگر مهندسی در ۳۶ مؤسسه شکل دهندهٔ عضویت مجمع مهندسی انگلیس نشان داده شده‌اند. اغلب متخصصین جدید رشته‌های قدیمی را با هم ترکیب کرده و شاخه‌های جدیدی را تشکیل می‌دهند. برای مثال مهندسی و مدیریت سامانه‌های زمین شامل محدودهٔ گسترده‌ای از عناوینی مثل انسان‌شناسی، مهندسی علم محیطی، اخلاقیات و فلسفه می‌شود. یک بخش جدید از این کاربرد در مورد زیر مجموعه‌ای از شاخه‌های موجود است و اغلب ناحیه‌ای خاکستری را تشکیل داده و برای هشدار طبقه‌بندی به صورت یک شاخه جدید کافی است. اما برای هر زمینه یک اشتراک وجود دارد.
- مهندسی کشاورزی این شاخه تلفیقی از کاربرد سایر علوم مهندسی در مدیریت، برنامه‌ریزی، نوآوری، طراحی، ساخت در رشته‌های علوم کشاورزی می‌باشد، مانند کاربرد مکانیک بیو سامانه در ماشین آلات کشاورزی، کاربرد مهندسی عمران و معماری در طراحی و ساخت مجتمع‌های پرورش دام و طیور و همچنین طراحی زمین‌های کشاورزی و ساخت گلخانه‌ها و همچنین آبیاری و زهکشی در مزارع و زمین‌های کشاورزی می‌باشد که در واقع درس‌های این رشته‌های مهندسی به همراه دروس علوم طبیعی همانند: گیاه‌شناسی و زراعت و میکروبیولوژی دروس علوم پایه همانند: ریاضی ،فیزیک، شیمی، بیوشیمی گرایش‌های مختلف مهندسی کشاورزی نظیر: مهندسی صنایع غذایی، علوم دامی مهندسی کشاورزی تولید وژنتیک گیاهی، مهندسی کشاورزی علوم باغبانی، مهندسی کشاورزی- گیاه پزشکی مهندسی تولیدات دامی را به وجود اورده‌اند.
- مهندسی صنایع (به انگلیسی: Industrial Engineering) از شاخه‌های مهندسی است، که می‌کوشد با تلفیق دانش مهندسی، مدیریت، طراحی و اقتصاد کارایی سامانه‌های تولیدی، فرایندها و سازمانها را بهبود دهد. مهندسی صنایع به‌طور کلی اثربخشی، کارایی، تطبیق پذیری، پاسخ گویی، کیفیت و بهبود مستمر کالاها، خدمات و سودآوری را مدنظر قرار می‌دهد. پیشینه کاربردی مهندسی صنایع به نخستین سال‌های انقلاب صنعتی بازمی‌گردد، ولی از نظر آکادمیک و علمی، مهندسی صنایع نخستین بار توسط فردریک تیلور به کار برده شد.

## روش‌شناسی

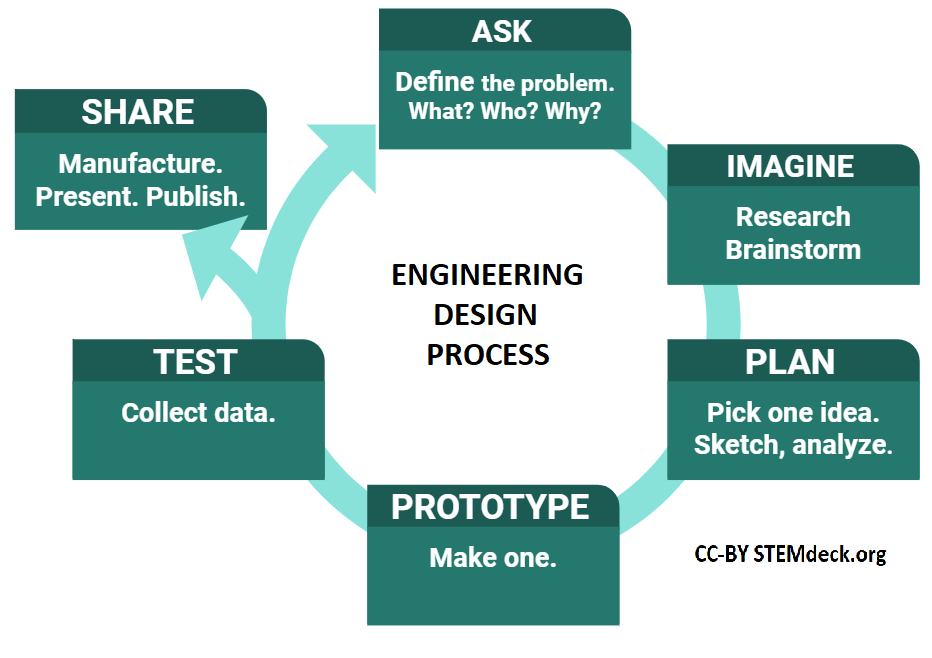
فرایند طراحی مهندسی

مهندسین ریاضیات و علوم دیگر مثل فیزیک را برای یافتن راه حل‌های مناسب مسئله‌ها یا پیشرفت وضعیت پیدا کرده‌اند. اما مهندسین باید در مورد علوم مرتبط با پروژه‌های دیگر دانش کافی را داشته باشند.
در نتیجه آن‌ها یادگرفتند موارد جدید را از طریق این کار انجام دهند. اگر گزینه‌های مختلفی وجود داشته باشد، مهندسین گزینه‌های مختلف را سنجیده و راه حلی که مطابق باشد را انتخاب می‌کنند. کار مهم و منحصر به فرد مهندس تعیین آگاهی و تفسیر محدودیت‌ها در طراحی برای ایجاد نتایج موفق است و اغلب برای ساخت محصول موفق فنی کافی نیست و باید شروط دیگر را نیز برآورده سازد. این محدودیت‌ها شامل منابع در دسترس و محدودیت‌های فیزیکی و فنی، انعطاف‌پذیری برای اصلاحات آینده و عوامل دیگر مثل شروط هزینه، امنیت، بازار، سودمندی و ارتقای خدمات است. مهندسین با آگاهی از این محدودیت‌ها، ویژگی‌هایی را برای هدف یا سامانه قابل مشاهده ایجاد می‌کنند.

## حل مسئله

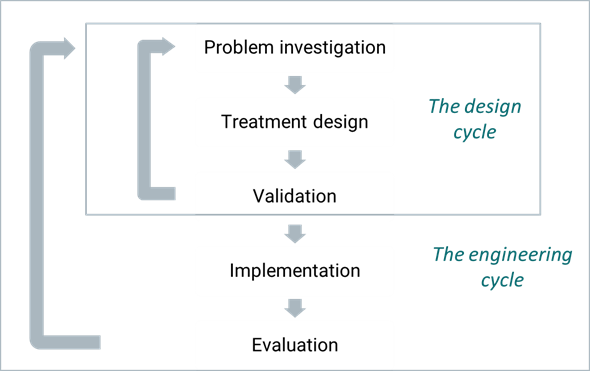

مهندسین از دانش علم، ریاضیات، منطق و اقتصاد و تجربه و دانش ضمنی برای یافتن راه حل‌های مناسب استفاده می‌کنند اما ساخت یک مدل ریاضی مناسب باعث آنالیز آن می‌شود. معمولاً راه حل‌های منطقی مختلفی وجود دارد، بنابراین مهندسین باید گزینه‌های طراحی مختلفی را ارزیابی و راه حل‌هایی برای رعایت این شروط را انتخاب می‌کنند. گنریچ التوشر پس از جمع‌آوری آمارهایی در مورد مجوزها، پیشنهاد داد که آن‌ها مشکل از قلب طراحی مهندسی سطح پایین هستند و در حالی که بهترین طراحی در سطح بالاتر باعث حذف تناقض می‌شود.
معمولاً مهندسین می‌کوشند تا طراحی‌ها برای این ویژگی‌ها قبل از تولید در مقیاس کامل را پیش‌بینی کنند آن‌ها در بین موارد دیگر از نمونه‌ها، مدل‌های مقیاس، شبیه‌سازی‌ها، تست‌های تخریبی، تست‌های غیر تخریبی استفاده می‌کنند. مهندسین مسئولیت ایجاد طراحی‌ها را دارند که موجب نمی‌شود آن‌ها به عموم آسیب بزنند. معمولاً مهندسین عامل امنیت را در طراحی‌ها برای کاهش ریسک شکست غیر مترقبه در نظرمی‌گیرند. اما هر چقدر عامل امنیت بیشتر باشد، این طراحی تأثیر کمتری در بررسی محصولات شکست خورده را مهندسی فارنسیک می‌نامند که به طراح محصول در ارزیابی طراحی‌ها در زمینه شرایط واقعی کمک می‌کند. این رشته پس از مشکلاتی مثل تجزیه پل ارزش بسیاری دارد.